# Vay Ádám (jégkorongozó)
Vay Ádám (Budapest, 1994. március 22. –) válogatott jégkorongozó.

## Pályafutása
Tehetsége korán megmutatkozott tízévesen már a 13–14 évesek között védett a Budapest Starsban. Ezt követően egészen 19 éves koráig különböző szlovák utánpótláscsapatoknál fejlesztette tudását. Később megfordult a rövid életű Patriot Budapestnél is, akikkel az MHL-ben, az orosz junior ligában szerepelt. A rövid budapesti kitérő után az észak-amerikai Western States Hockey League-ben érdekelt El Paso Rhinos csapatának a hálóját védte két éven át. 2015-2016 között a Debreceni HK csapatában játszott. A 2016-os IIHF jégkorong-világbajnokság után az NHL-ben szereplő Minnesota Wild igazolta le.
2016 szeptember 30-án átkerült az AHL-es Iowa Wildhoz.
A 2016-17-es évadban nem kapott lehetőséget az AHL-ben, a szezon nagyobb részét a Quad City Mallardsnál töltötte a harmadik vonalnak számító ECHL-ben. A 2017-18-as szezont az Iowa Wildban kezdte, ahol 2017. október 28-án először lépett jégre csapatában. 2017. november 11-én bejelentették, hogy a Rapid City Rush csapatánál, az ECHL-ben folytatja pályafutását.
2018 májusában bejelentette, hogy két idényt követően távozik a Minnesota Wildtól és a kazah másodosztályban, a Vysshaya hokkeinaya ligában szereplő Szariarka Karagandi csapatához igazol. Észak-amerikai pályafutása során a Wild farmcsapataiban az NHL alatti másod- és harmadosztályban szerepelt, előbbiben két, utóbbiban 74 találkozón kapott lehetőséget. 2018 augusztusában felbontotta szerződését a kazahokkal. Október végén a szlovák Extraligában szereplő DVTK Jegesmedvék játékosa lett. 2019 májusában bejelentették, hogy a svéd Västerviks IK játékosa lett. Decemberben térdsérülést szenvedett. Emiatt a szezon hátralevő részét kihagyta. Áprilisban nyilvánosságra hozta, hogy a 2017 és 2019 között sorozatban háromszoros szlovák bajnok HC Banska Bystricához igazolt. 2020 végéig 17 mérkőzésen 88,7%-os védésihatékonysággal szerepelt. Ezt követően távozott a csapattól. 2021 január végén leigazolta a HC Košice. Itt kilenc mérkőzésen 93% feletti teljesítményt nyújtott az alapszakaszban. A rájátszásban csak egy mérkőzésen szerepelt. 2021 júliusában az olasz Fassa Falcons játékosa lett. 2023 nyarától ismét a szlovák bajnokságban szerepelt a HK Poprad játékosaként.